# 박물관이 살아있다 2
《박물관이 살아있다 2》(영어: Night at the Museum: Battle of the Smithsonian)는 숀 레비 감독, 각본의 2009년 판타지, 코미디 영화이다.

## 줄거리
깜짝 놀랄 밤의 세계를 경험한 야간 경비원 래리. 전시물은 물론 아크멘라의 석판마저 워싱턴의 스미소니언으로 옮겨졌다는 소식을 듣고 서둘러 워싱턴으로 향한다. 역시나 어둠이 내린 박물관에는 이미 모든 것들이 살아 움직이며 요란하고 시끌벅적한 세계를 만들어 놓는다. 
현란한 랩퍼로 변신한 큐피드, 몸매 자랑에 여념 없는 로뎅의 조각상, 그리고, 열쇠만 보면 달려들던 원숭이 덱스터에게 최초의 우주 비행 원숭이 에이블이 '환장’의 짝꿍으로 가세하면서 래리는 박물관의 거대한 위용과 각양각색의 깨어난 전시물들로 혼란스럽다. 여기에 석판을 노리는 아크멘라의 형이자 이집트 파라오인 카문라는 알카포네, 나폴레옹, 폭군 이반까지 끌어들여 음모를 꾸민다.
루즈벨트의 석판해석 파이 싸움 지옥 최초의 비행기 비행 자연사 박물관 야간 개장 에어하트의 도플겡어 만남이다.

## 출연
- 벤 스틸러 - 래리 댈리 역
- 에이미 아담스 - 아멜리아 에어하트 역
- 오웬 윌슨 - 지디디아 역
- 행크 아자리아 - 카 문 라 역
- 로빈 윌리엄스 - 테디 루즈벨트 역
- 크리스토퍼 게스트 - 이반 더 테러블 역
- 알랭 샤바 - 나폴레옹 보나파르트 역
- 스티브 쿠건 - 옥타비어스 역
- 릭키 제바이스 - 닥터 맥피 역
- 빌 헤이더 - 조지 암스트롱 커스터 장군 역
- 존 번탈 - 알 카포네 역
- 패트릭 갤러거 - 아틸라 더 훈 역
- 제이크 체리 - 닉 데일리 역